# Pampusana salamonis
La paloma perdiz de Salomón, paloma perdiz de las Salomón o paloma-perdiz de Makira  (Pampusana salamonis) es una especie extinta de ave columbiforme de la familia Columbidae propia de las islas Salomón, en el Pacífico.

## Descripción
Lo poco que se conoce de esta especie es a partir de dos especímenes recolectados en 1882 y 1927. El holotipo de 1882 se encuentra en exhibición en el Museo Australiano en Sídney.
Media unos 26 cm de largo. Su cabeza, garganta y pecho eran de color beige. Su dorso era color castaño con un brillo púrpura claro en los carpianos y las pequeñas alas contrastan con un vientre de color chocolate.

## Distribución y hábitat
Es probable que la especie prefiriera los bosques costeros de la isla de Makira (anteriormente denominada San Cristóbal) en las islas Salomón, y la pequeña isla de Ramos que pertenece a Isabel, aunque también es probable que habitara en otras islas en la región. Era una especie que deambulaba por el suelo al igual que sus congéneres, por lo que era presa fácil de las ratas, cerdos salvajes, gatos y perros. La tala de los bosques bajos en su hábitat y la caza condujeron a su extinción.
A pesar de que fue observada por última vez en 1927, durante mucho tiempo la IUCN dudó sobre si declararla una especie extinta. A fines del siglo XX se realizaron numerosas búsquedas en la zona donde habitó (Dutson, 2003), pero al concluir en el 2004 sin éxito la última búsqueda en  Ramos, se la declaró oficialmente extinta en el 2005. Es probable que se haya extinguido a mediados del siglo XX luego que la actividad en su hábitat aumentara durante el transcurso de la Segunda Guerra Mundial, lo que afectó a varias poblaciones de aves endémicas de la región.